# Open Season
Col·legues al bosc és una pel·lícula d'animació en 3D del 2006 dirigida per Roger Allers i Jill Culton a partir d'un guió de Nat Mauldin, Steve Bencich i Ron J. Friedman. La pel·lícula compta amb les veus de Martin Lawrence, Ashton Kutcher, Gary Sinise i Debra Messing. La seva trama segueix a Boog, un ós grizzly domesticat, que és deixat anar al bosc i s'agrupa amb un cérvol mul d'una cornamenta anomenat Elliot per tornar a la seva antiga casa abans que comenci la temporada oberta. S'ha esta doblat al català per als cinemes l'any 2006.

## Argument
Des de la nit dels temps, l'home sempre ha regnat sobre el bosc, però aquesta vegada, les coses podrien realment canviar... A la petita ciutat de Timberline, Boog, un os sociable i feliç de ser-ho, veurà la seva tranquil·la existència trastornada per la seva trobada amb Elliot, un cérvol salvatge tan esprimatxat com xerraire.
Elliot aconsegueix convèncer Boog de deixar la seva vida de somni amb Beth, la ranger que l'ha criat des que és osset, per anar a viure en llibertat a la naturalesa"... Però Boog ignora tot de la vida salvatge, i les coses es torçaran de pressa. Amb l'obertura de la caça i els caçadors al seu encalç, Elliot ha d'ajudar Boog a despertar els seus instints perquè amb l'ajuda dels altres animals del bosc, tinguin una sort de contraatacar tot junts...

## Repartiment
La pel·lícula va ser doblada al català l'any 2006 per l'estudi International Sound Studio.
| Personatge | Veu original      | Veu catalana         |
| ---------- | ----------------- | -------------------- |
| Boog       | Martin Lawrence   | José Luis Mediavilla |
| Elliot     | Ashton Kutcher    | Lluís Posada         |
| Shaw       | Gary Sinise       | Domènec Farell       |
| Beth       | Debra Messing     | Alba Sola            |
| Gordy      | Gordon Tootoosis  | Joaquím Díaz         |
| Bobbie     | Georgia Engel     | Rosa Pastó           |
| McSquizzy  | Billy Connolly    | Jaume Comas          |
| Reilly     | Jon Favreau       | Eduard Farelo        |
| Ian        | Patrick Warburton | Jordi Boixaderas     |
| Giselle    | Jane Krakowski    | Joël Mulachs         |
| Serge      | Danny Mann        | Albert Mieza         |
| Rosie      | Nika Futterman    | María Moscardó       |
| Maria      | Michelle Murdocca | Ana Pallejà          |
| Buddy      | Matthew W. Taylor | Pep Sais             |
| Salsitxa   | Cody Cameron      | Xavier Fernández     |

## Producció
Les idees per a la pel·lícula van sorgir del dibuixant Steve Moore, conegut per la seva tira còmica "In the Bleachers". Moore i el productor John Carls van presentar la història a Sony el juny de 2002, i la pel·lícula va entrar immediatament en desenvolupament. El 29 de febrer de 2004, Sony Pictures Animation va anunciar l'inici de la producció de Col·legues al bosc, la seva primera pel·lícula d'animació CGI.
La ubicació de la pel·lícula es va inspirar en les ciutats de Sun Valley i McCall, Idaho, i el Sawtooth National Forest. A la pel·lícula es mostren referències al Lawn Lake, Colorado, inundació de la presa, Longs Peak i altres punts d'interès de la zona.
Els serveis de renderització utilitzats van ser Hewlett-Packard i Alias Maya.
L'equip d'animació de Sony va desenvolupar una eina digital anomenada shapers que va permetre als animadors remodelar els models de personatges en posicions i siluetes més fortes i distorsions subtils com ara esquaix, estiraments i taques, típiques de l'animació tradicional dibuixada a mà.
Per triar el repartiment de veu, Culton va escoltar cegament les cintes de les audicions, sense saber-ho, va triar Lawrence i Kutcher per als papers principals. La seva capacitat d'improvisar va contribuir significativament al procés creatiu. "Realment es van enganxar amb els personatges", va dir Culton. Fins a l'estrena de la pel·lícula, Lawrence i Kutcher mai es van conèixer durant la producció.

## Recepció
A Rotten Tomatoes, la pel·lícula té un índex d'aprovació del 49% basat en 103 ressenyes amb una valoració mitjana de 5,4 sobre 10. El consens del lloc diu: "Col·legues al bosc és una paleta clixé d'acudits cansats i trampes d'animals CGI que s'han vist diverses vegades aquest any cinematogràfic". A Metacritic, la pel·lícula té una puntuació de 49 sobre 100 basada en 18 crítics, la qual cosa indica "crítiques mixtes o mitjanes". El públic enquestat per CinemaScore va donar a la pel·lícula una nota mitjana de "A-" en una escala d'A+ a F.
Kevin Smith va elogiar la pel·lícula durant una aparició com a crític convidat a Ebert and Roeper, dient: "Si als vostres fills els agraden les bromes de caca tant com a mi, Col·legues al bosc els posarà un gran somriure a la cara". No obstant això, Richard Roeper va donar un polze cap avall a la pel·lícula, dient: "Està bé, l'animació no està inspirada".

## Al voltant de la pel·lícula
- Una continuació Col·legues al bosc 2 va sortir directament en vídeo el 2008.
- Open Season 3 va sortir directament en vídeo el 2010 als Estats Units.
- Open Season: Scared Silly va sortir directament en vídeo el 2015 als Estats Units.
- El 2023 es va estrenar una sèrie d'animació en 2D titulada "Open Season: Call of Nature".[8]